# Иџипт (Пенсилванија)
Иџипт (енгл. Egypt) насељено је место без административног статуса у америчкој савезној држави Пенсилванија.

## Демографија
По попису из 2010. године број становника је 2.391.
| Група             | 2000.    | 2010.         |
| Белци             | 0 (0,0%) | 2.201 (92,1%) |
| Афроамериканци    | 0 (0,0%) | 27 (1,1%)     |
| Азијати           | 0 (0,0%) | 37 (1,5%)     |
| Хиспаноамериканци | 0 (0,0%) | 92 (3,8%)     |
| Укупно            | 0        | 2.391         |